# ウィン・ジョーンズ
ウィン・ジョーンズ（Wyn Jones、1992年2月26日 - ）は、ユナイテッド・ラグビー・チャンピオンシップ、スカーレッツに所属するラグビー選手。

## プロフィール
- ウェールズ・ランドヴァリー出身。
- ポジションはプロップ(PR)。
- 身長 184cm、体重 114kg
- ウェールズ代表キャップは37（2022年11月現在）でラグビーワールドカップ2019のウェールズ代表に選ばれた[1]。
- ブリティッシュ・アンド・アイリッシュ・ライオンズに選ばれたことがある[2]。

## 略歴
ランドヴァリーRFCを経て、2013年、スカーレッツに加入。

## 受賞歴
- ワールドラグビー男子15人制ドリームチーム:2021年[4]